# 水之江文二郎
水之江 文二郎（みずのえ ぶんじろう、1860年11月29日（万延元年10月17日）- 1929年（昭和4年）2月11日）は、明治から昭和初期の農業経営者、実業家、政治家。衆議院議員、大分県会議長、大分県宇佐郡封戸村長。旧姓・鶴田、号・孤峰。

## 経歴
豊前国宇佐郡、のちの大分県宇佐郡和間村鶴田新田（長洲町を経て現宇佐市）で、鶴田文左衛門（文左ヱ門）の二男として生まれる。漢学、詩学、歌道を修める。上京して独逸学校で独逸学、数学を学び、1882年（明治15年）東京大学医学部に入学したが病のため退学し、書法を研究した後に帰郷した。
1886年（明治19年）8月、宇佐郡封戸村水崎（現豊後高田市）の素封家で父の異母兄・水之江浩の養嗣子となった。1889年（明治22年）封戸村長に就任し3期在任した。その他、町村組合会議員、宇佐郡会議員、大分県会議員を務め、1899年（明治32年）郡会議長、県会議長に選出された。
1902年（明治35年）8月、第7回衆議院議員総選挙（大分県郡部、立憲政友会）で初当選し、1903年（明治36年）3月の第8回総選挙（大分県郡部、政友会）でも再選され、衆議院議員に連続2期在任した。政友会県支部の結成に参画し支部長を務め、その後、政友本党が結成されるとその支部長となった。
実業界では、日豊線鉄道期成会幹事、大分県農工銀行取締役、両豊銀行取締役、両豊貯蓄銀行取締役、大分電気工業取締役、九州工業取締役、九州調革取締役などを務めた。
その他、学校建築などの公共事業に多額の寄付を行った。

## 親族
- 妻 水之江里宇（養父長女）[5]